# Raymond Asante
Raymond Anokye Asante (27 mei 2004) is een Ghanees voetballer die in het seizoen 2024/25 door Udinese wordt uitgeleend aan Sporting Charleroi.

## Carrière
Asante maakte in de zomer van 2022 de overstap van Young Apostles FC naar de Italiaanse eersteklasser Udinese, waar hij een vijfjarig contract ondertekende. Na twee seizoenen bij de jeugd van Udinese leende de Italiaanse club hem in augustus 2024 voor een seizoen uit aan de Belgische eersteklasser Sporting Charleroi. Op 3 augustus 2024 maakte hij zijn officiële debuut voor het eerste elftal van de club: op de tweede competitiespeeldag liet trainer Rik De Mil hem in de 1-4-zege tegen STVV in de 70e minuut invallen voor Antoine Bernier.

## Clubstatistieken
| Seizoen         | Club                 | Land            | Competitie            | Competitie | Competitie | Beker | Beker | Supercup | Supercup | Europees | Europees | Totaal | Totaal |
| Seizoen         | Club                 | Land            | Competitie            | Wed.       | Dlp.       | Wed.  | Dlp.  | Wed.     | Dlp.     | Wed.     | Dlp.     | Wed.   | Dlp.   |
| --------------- | -------------------- | --------------- | --------------------- | ---------- | ---------- | ----- | ----- | -------- | -------- | -------- | -------- | ------ | ------ |
| 2024/25         | Udinese              | Vlag van Italië | Serie A               | 0          | 0          | 0     | 0     | —        | —        | —        | —        | 0      | 0      |
| 2024/25         | → Sporting Charleroi | Vlag van België | Eerste klasse A       | 1          | 0          | 0     | 0     | —        | —        | —        | —        | 1      | 0      |
| 2024/25         | → Zébra Élites       | Vlag van België | Eerste nationale ACFF | 5          | 2          | —     | —     | —        | —        | —        | —        | 5      | 2      |
| Carrière totaal | Carrière totaal      | Carrière totaal | Carrière totaal       | 6          | 2          | 0     | 0     | 0        | 0        | 0        | 0        | 6      | 2      |

Bijgewerkt op 5 november 2024.